# Gurendes-Quejo
Gurendes-Quejo es un concejo del municipio de Valdegovía, en la provincia de Álava, País Vasco (España).

## Localidades
Forman parte del concejo las localidades de:
- Gurendes.
- Quejo.

## Demografía
| Gráfica de evolución demográfica de Gurendes-Quejo entre 2000 y 2017 |
|                                                                      |
| Población de derecho según los censos de población del INE.          |